# Шеста брзина
Шеста брзина је југословенски филм снимљен 1981. године у режији Здравка Шотре.
Упоредо са филмом снимљена је и телевизијска серија Приче из радионице.

## Радња
Филм приказује згоде и незгоде добронамерног аутомеханичара Животе.
Учествујући отворена срца у односу са муштеријама, аутомеханичар Живота доживљава разне незгоде. Неке су смешне, неке су тужне, неке откривају лепоту, а неке људску беду. На крају се и сам запетља, и не без горчине, покушава да се измени, намеравајући да постане као његов колега преко пута, који се прилагодио данашњем времену: са сваком странком кратко и пословно. Међутим, људима који долазе код њега потребан је такав какав јесте.

## Улоге
| Глумац                   | Улога                              |
| ------------------------ | ---------------------------------- |
| Зоран Радмиловић         | Живота Говедаревић                 |
| Мира Бањац               | Савета Говедаревић                 |
| Милена Дравић            | госпођица Гвозденка                |
| Велимир Бата Живојиновић | Светолик Трпковић Пуфта            |
| Мића Томић               | Крока                              |
| Стево Жигон              | Начелник                           |
| Драган Максимовић        | Богољуб                            |
| Милан Срдоч              | накупац                            |
| Ненад Ненадовић          | Мића                               |
| Аљоша Вучковић           | адвокат Славко                     |
| Тања Бошковић            | глумица                            |
| Душан Војновић           | сликар Пеђа                        |
| Неда Арнерић             | Љубинка                            |
| Ђорђе Јелисић            | сељак Драгиша                      |
| Марко Николић            | гастарбајтер Милорад               |
| Павле Вуисић             | психијатар                         |
| Раде Марковић            | друг Филиповић                     |
| Јелица Сретеновић        | Живана                             |
| Милан Пузић              | мајстор Анђелко                    |
| Драган Зарић             | Живорад                            |
| Воја Брајовић            | преварант                          |
| Жарко Радић              | порезник 1                         |
| Рaмиз Сeкић              | порезник 2                         |
| Предраг Милинковић       | возач погребних кола               |
| Мелита Бихали            | муштерија у месари                 |
| Богосава Никшић          | Крокина жена (као Богосава Бјелић) |
| Лидијa Мaнић             | Жужи                               |
| Рас Растодер             | Радник код Анђелка                 |